# ملقى الويدان
ملقى الويدان هي جماعة قروية مغربية تقع ضمن إقليم تاوريرت، بجهة الشرق، وحسب إحصاء 2014 فإن عدد سكانها يبلغ 8 176 نسمة.